# Lost in Love
Lost in Love es el nombre del quinto álbum de estudio de la banda de soft rock y hard rock australiana Air Supply. Fue publicado por Arista Records en la primavera de 1980 en el mercado australiano, donde se desprenden los sencillos: «Lost in Love», «Every Woman in the World», «Just Another Woman» y «All Out of Love», y otra hermosa canción que no fue lanzada como sencillo titulada «Chances» siempre es tocada en sus shows, el álbum vendió tres millones de copias en EUA.

## Lista de canciones
1. «Lost in Love» (Russell) - 3:51
2. «Every Woman in the World» (Davis, Russell) - 3:33
3. «Just Another Woman» (Russell) - 3:51
4. «Having You Near Me» (J. Napoli, G. Portnoy, J. Quay, Russell) - 3:50
5. «American Hearts» (D. Bugatti, F Musker) - 3:13
6. «Chances» (Russell) - 3:31
7. «Old Habits Die Hard» (Barker, Moyse) - 3:03
8. «I Can't Get Excited» (Russell) - 5:01
9. «All Out of Love» (Davis, Russell) - 3:59
10. «My Best Friend» (Russell) - 2:32

- Datos: Q3282892